# Ragna Árnadóttir
Ragna Árnadóttir   (Reykjavík, 30 d'agost de 1966) és una advocada islandesa i antiga ministra de Justícia i Afers Eclesiàstics d'Islàndia. Anteriorment va exercir com a gerent de l'oficina en funcions del primer ministre des del 15 de gener de 2009.